# Romanço del fill de vídua
Romanço del fill de vídua és una cançó que forma part del primer disc dels Tres Tambors (1966), amb un text de Pere Quart i música original de la cançó Tumbstone Blues de Bob Dylan. Posteriorment, també ha estat interpretada per Miquel Cors al disc Bestiari (1972) de La Trinca, i per Jordi Batiste al disc Els Miralls de Dylan (1998). Més tard, el grup empordanès Minibús Intergalàctic també en va fer una versió el 2024 al disc Meditacions des dels miratges mercúrics.

## Lletra original
| « | Tinc nevera, toca-discos i una tele amb dos canals, una aranya gran de llàgrimes i sillons funcionals. Els sis-cents vaig canviar-lo per un nou mil quatre-cents; i a l'estiu vaig a fer bronze a Lloret. He comprat un pis a Mandri amb terrassa i gradulux: la mamà té cinc parades al Ninot de llegums cuits. Com que cobro quare pagues del mateix import del sou, he llogat dues tribunes al Camp Nou. Però sóc catalanista i a casa, amb la mamà, quan no hi ha visita, parlo sempre en català. Em vesteixo sempre al Gales perquè gasta molt bon tall, i ara em faig, per al Liceu, un smoking de tergal. Els dissabtes compro l'¡Hola! per estar ficat a dins del que passa amb les princeses, i maniquins. A l'hivern anem a veure striptease a Perpinyà, i els diumenges vaig a missa vespertina amb la mamà. Tinc els discos d'en Guardiola de la Lita i d'en Dodó; en Raimon va bé, però el trobo poc senyor. Però sóc catalanista i a casa, amb la mamà, quan no hi ha visita, parlo sempre en català. En pintura no m'hi fico, però opino que en Dalí és un geni, i pinta uns quadres que s'entén què volen dir. Del teatre, deu-me en Paso, i del cine, no en parlem; em fa més el pes la Sara que en Bardem. Ballo el twist quan es presenta i temps fa que aprenc l'anglès, perquè avui amb el turisme, si no el saps fas el pagès. Ara surto amb una nena que no em mira pas gens prim i, de fet, només em costa gin-fizz. Però sóc catalanista i a casa, amb la mamà, quan no hi ha visita, parlo sempre en català. | » |